# Goodyera rhombodoides
Goodyera rhombodoides är en orkidéart som beskrevs av Leonid Vladimirovitj Averjanov. Goodyera rhombodoides ingår i släktet knärötter, och familjen orkidéer.
Artens utbredningsområde är Vietnam. Inga underarter finns listade i Catalogue of Life.